# 14217 Oaxaca
14217 Oaxaca eller 1999 VV19 är en asteroid i huvudbältet som upptäcktes den 10 november 1999 av den amerikanske astronomen James M. Roe vid Oaxaca-observatoriet. Den är uppkallad efter den mexikanska delstaten Oaxaca.
Asteroiden har en diameter på ungefär 2 kilometer och den tillhör asteroidgruppen Nysa.